# Chronologie des observations d'ovnis en France
 (décembre 2019).
 (mai 2023).
Cette liste recense des observations ou phénomènes aérospatiaux non identifiés (PAN) selon la terminologie Geipan en France.
Elle ne comprend que les PAN D et ses sous-classes D1 (phénomènes étranges de consistance moyenne) et D2 (phénomènes très étranges et de consistance forte).
Après la révision des anciens dossiers en 2017, les PAN D sont tombés à 99 : 64 encore en D, 35 en D1, 0 en D2.

## Années 1950
| Année | Jour        | Heure                  | Commune                         | Résumé | Catégorie Geipan |
| ----- | ----------- | ---------------------- | ------------------------------- | ------ | ---------------- |
| 1951  | 15 juin     | 11 h 30                | Aérien                          | .      | D1               |
| 1953  | 11 avril    | 21 h 10                | Limoges                         | .      | D1               |
| 1954  | 7 septembre | vers 7 h 30            | CD47 de Harponville vers Contay | .      | D1               |
| 1954  | 10 octobre  | entre 1 h 30 et 1 h 40 | Doullens                        | .      | D1               |

## Années 1960
| Année | Jour        | Heure             | Commune    | Résumé                                                                                | Catégorie Geipan |
| ----- | ----------- | ----------------- | ---------- | ------------------------------------------------------------------------------------- | ---------------- |
| 1963  | 11 novembre | vers 15 h ou 16 h | Prémesques | .                                                                                     | D1               |
| 1965  | 1er juillet | 5 h 45            | Valensole  | Maurice Masse, agriculteur déclare avoir rencontré un ovni. (Rencontre de Valensole). | D                |

## Années 1970
| Année | Jour         | Heure                    | Commune                       | Résumé | Catégorie Geipan |
| ----- | ------------ | ------------------------ | ----------------------------- | --- | ---------------- |
| 1976  | 25 mars      | vers 14 h 30             | Thuir                         | . | D1               |
| 1976  | 25 novembre  | vers 7 h 10              | Saint-Étienne-de-Saint-Geoirs | . | D1               |
| 1978  | 7 janvier    | vers 4 h 50              | Guebling                      | . | D                |
| 1978  | 28 février   | entre 19 h 30 et 19 h 40 | Chabeuil                      | . | D                |
| 1978  | 23 avril     | vers 22 h                | Fauville                      | . | D1               |
| 1978  | 26 avril     | vers 22 h                | Fontvieille                   | . | D                |
| 1978  | 7 juin       | entre 19 h 30 et 20 h    | Port Vila                     | . | D                |
| 1978  | 3 octobre    | 2 h du matin             | Mouzon                        | . | D                |
| 1978  | 23 octobre   | vers 20 h                | Casteljaloux                  | . | D                |
| 1978  | 29 décembre  | vers 22 h 45             | Ormoy-La-Rivière              | Un témoin observe les déplacements d'un objet lumineux dans le ciel. Passant dans un nuage, cet objet émet un phénomène lumineux et monte à vitesse rapide dans le ciel en prenant une couleur rouge. Le témoin ne verra ensuite qu'un point rouge disparaître. | D                |
| 1979  | 18 mars      | entre 21 h 15 et 21 h 45 | Landivisiau                   | Une automobiliste et sa passagère aperçoivent un objet sombre de couleur gris fluorescent en forme de fusée à trois mètres au-dessus de la voie express. Cet objet silencieux se déplace lentement en direction du Nord. Ces observations n'ont duré que quelques secondes dans de mauvaises conditions météorologiques (pluie continue de nuit) et à proximité de l'aéroport de Brest-Guipavas. | D                |
| 1979  | 16 juillet   | vers 21h 40              | Saint-Pierre-et-Miquelon      | Deux personnes observent un objet lumineux dans le ciel. Cet objet est de forme trapézoïdale de couleur sombre avec quatre lumières à l'avant et un feu rouge à l'arrière. | D                |
| 1979  | 21 juillet   | vers 22 h 45             | Pranles                       | Observations par deux groupes distincts de témoins d'un phénomène lumineux stationnaire de couleur jaune-orange projetant un faisceau bleu tournant régulièrement à 360° : phénomène étrange de consistance moyenne ou forte. | D                |
| 1979  | 19 septembre | 22 h                     | Lyons-la-Forêt                | Deux témoins lors de leur jogging observent dans le ciel une lueur rouge en forme de boule qui scintille comme une étoile. Soudain cette lueur se déplace à une vitesse vertigineuse pour s'approcher des témoins. Aucun bruit et aucun déplacement d'air et chaleur n'ont été remarqués. Décrivant une courbe, cette lueur s'immobilise 3 à 4 secondes à 200 mètres environ des témoins au-dessus de la lisière de la forêt. Une masse sombre apparaît à l'intérieur de cette lueur. Le phénomène disparaît brusquement . | D                |
| 1979  | 23 septembre | vers 6 h                 | Maubeuge                      | plusieurs personnes observent dans le ciel un point lumineux se déplaçant sans bruit dans la direction Nord-Est. Ce point émet des couleurs vertes et rouges. Quelques instants plus tard, la voiture des témoins est inondée d'une lumière qui couvre toute la chaussée. Soudain la lumière s'éteint et un des témoins voit une forme s'élever à 45° dans le ciel, sans aucun bruit mais laissant derrière elle une flamme rouge.                                                                                         | D                |
| 1979  | 14 novembre  | vers 17 h 42             | Circourt                      | Un témoin, officier de l'armée de l'air en congé observe dans le ciel dégagé des phénomènes lumineux particuliers dans le ciel. Circulant en voiture, le témoin et sa passagère voient soudain deux lumières ponctuelles couleur rouge orangé. Assez rapprochées, elles se stabilisent à une altitude d'environ 100 mètres au-dessus des bois et s'éteignent l'une après l'autre. | D                |
| 1979  | 21 novembre  | à 18 h 30                | Châteauponsac                 | Un témoin aperçoit à environ 100 mètres un objet muni de plusieurs feux dont trois rouges et un orange représentant un losange inscrit sur le plan vertical. Le feux orange remplace alternativement les feux rouges par rotation dans le sens des aiguilles d'une montre. Immobile et ne faisant aucune bruit l'objet stationne dans les airs. Des ovins ont un comportement anormal. | D                |
| 1979  | 3 décembre   | vers 16 heures 50        | Metz                          | Deux témoins observent un objet de forme triangulaire émettant deux traînées de fumée rouge. | D                |
| 1979  | 8 décembre   | à 9h52                   | Arc-sur-Tille                 | Deux témoins depuis leur domicile aperçoivent un objet de la forme d'un croissant de couleur bleu-marine et blanc sans brillance. Il mesure 4 à 5 mètres de haut. Aucun bruit et aucune lumière particulière ne sont remarqués. L'objet au ras du sol se balance près d'un bosquet. | D                |
| 1979  | 15 décembre  | à 2h00                   | Nantes                        | Un témoin observe depuis le troisième étage de son appartement un objet orange phosphorescent dans le ciel. Celui-ci à la forme d'un cigare en position verticale et se déplace sans bruit du nord au sud. | D                |

## Années 1980
| Année | Jour                              | Heure                      | Commune           | Résumé | Catégorie Geipan |
| ----- | --------------------------------- | -------------------------- | ----------------- | --- | ---------------- |
| 1980  | 1er janvier                       | 23 h 16 à 23 h 46          | Compiègne         | Observation périodique d'une boule lumineuse se déplaçant lentement sur une ligne droite par plusieurs militaires. | D                |
| 1980  | 3 décembre                        | vers 23 h                  | Donzère           | Un automobiliste aperçoit à 150 m devant lui, un objet circulaire de grandes dimensions. De couleur vert fluorescent il est stationnaire à 10 mètres au-dessus de la chaussée. S'arrêtant pour observer l'objet celui-ci se déplace sans bruit et s'approche lentement du véhicule du témoin. Apeuré, l'automobiliste reprend sa route, passe sous l'engin qui le suivra sur un kilomètre environ. | D                |
| 1981  | 1er janvier                       | vers 21 h 40               | Vaucresson        | Deux gardiens de la paix aperçoivent un phénomène lumineux qui les intrigue. Entre 100 et 150 mètres dans le ciel, une lueur jaune-orangée scintille. Tout en observant la progression de cette lumière, ils voient un engin de forme circulaire, tournant sur lui-même et qui, à une allure régulière, lente et sans bruit, semble amorcer une descente. L'engin émet différentes lumières clignotantes et laisse derrière lui une courte traînée. | D                |
| 1981  | 9 janvier                         | vers 9 h                   | Calais            | Plusieurs personnes ont vu dans le ciel un objet de couleur jaune-rouge et de forme allongée. Cet objet se déplaçait à très grande vitesse mais sans bruit. Sa direction était est-ouest. | D                |
| 1981  | 8 janvier                         | -                          | Trans-en-Provence | Affaire de Trans-en-Provence. Selon les ufologues, il s'agit d'un des rares cas où un ovni a laissé des traces matérielles. | D                |
| 1981  | 26 janvier                        | vers 16 h 30               | Cuxac-Cabardès    | Un automobiliste circule sur une départementale. Il voit arriver sur sa gauche un objet en forme de cigare. D'une longueur de 5 m sur une hauteur d'environ 1,5 m, il est de couleur orange et trois cercles blancs sont visibles sur la partie latérale droite. Celui-ci survole un champ à 4 ou 5 mètres du sol sans émettre de bruit et à environ 30 km/h. L'objet traverse la route passant au-dessus de la voiture qui a des ratées et s'arrête. Le témoin sort de son véhicule et regarde l'objet qui se situe alors au-dessus des arbres puis bifurque pour suivre une ligne de crêtes et disparaître.                                          | D                |
| 1981  | Les 19 septembre, 3 et 27 octobre | entre 23 h et 3 h du matin | Bourg-Madame      | Des témoins aperçoivent dans la même zone frontalière franco-espagnole, un objet lumineux qui se déplace dans le ciel. La direction de cet objet pour les trois observations est Nord-Sud et la couleur rouge est indiquée par les trois témoins. | D                |
| 1982  | 14 janvier                        | vers 6 h 40                | Martigues         | Se rendant à son travail, un automobiliste est suivi par un engin qui émet des lumières clignotantes rouges. Lorsqu'il se gare, l'engin se stabilise à une dizaine de mètres de son véhicule : en sortant de sa voiture, le témoin remarque une lueur centrale et n'entend aucun bruit ; d'autres automobilistes observeront le phénomène avant de quitter les lieux. | D                |
| 1982  | 17 janvier                        | 1 h 30                     | Nancy             | Deux témoins ont observé un phénomène très lumineux dans le champ bordant leur habitation. Dans un premier temps une boule ronde de couleur orangée est apparue pour laisser la place dans un second temps à une masse de couleur gris-blanc et cerné de jaune. Cet objet s'est élevé du sol pour s'éloigner et disparaître. | D                |
| 1982  | 21 octobre                        | 12 h 30                    | Nancy             | Un objet ovoïde est descendu dans un jardin et a plané au-dessus du sol. Vingt minutes plus tard, l'objet a décollé silencieusement dans le ciel. Le témoin, un biologiste, a signalé que lorsque l'ovni a décollé, l'herbe était bien droite. Dans l'après-midi, le témoin a indiqué que les feuilles de deux amarantes situées près de l'ovni s'étaient flétries. Le témoin a appelé la gendarmerie, qui a fait une inspection dans le jardin et a pris quelques échantillons de l'amarante. L'analyse des échantillons réalisés par le Gepan a constaté que les plantes avaient été déshydratées, mais qu'il n'y avait aucune preuve de radiations. | -                |
| 1984  | 5 janvier                         | vers 2 h 30                | Grand-Gallargues  | Deux témoins aperçoivent au-dessus de leur véhicule une masse noire de 50 mètres de diamètre. Celle-ci semble flotter à 400 mètres du sol et se déplace par bonds successifs. Cette masse sombre vient ensuite se placer sur le côté de la voiture et suivra le véhicule pendant une dizaine de kilomètres. | D                |
| 1988  | 26 janvier                        | 21 h 15                    | Narbonne          | Un témoin observe plusieurs fois un objet imposant, volant à basse altitude, dont la forme lui fait penser à un casque avec deux ailes. Aucun bruit n'est entendu lors des déplacements de l'objet. De l'intérieur émane une lumière blanche qui devient orangée. L'objet disparaîtra en s'éloignant rapidement. | D                |

## Années 1990
| Année | Jour                     | Heure               | Commune                   | Résumé | Catégorie Geipan |
| ----- | ------------------------ | ------------------- | ------------------------- | --- | ---------------- |
| 1990  | 1er mai                  | vers 23 h           | Thiant                    | Un couple de jeunes gens circulent à bord de leur véhicule. L'homme constate la présence dans le ciel d'un point rouge stationnaire. Il s'arrête pour l'observer durant une dizaine de minutes durant lesquelles le point reste stationnaire. Alors le point se déplace très rapidement latéralement pour s'arrêter à nouveau. Au bout de deux minutes environ, le point s'est approché des témoins qui ont alors constaté 3 feux blancs en forme de triangle isocèle, le point rouge se tenant au centre. L'ensemble du phénomène a survolé la voiture et est parti à grande vitesse. | D                |
| 1990  | 3 juillet                | vers 22 h 30        | Mérignac                  | Un témoin à bord de son voilier observe un point lumineux qui stationne à l'avant du voilier. L'objet est de forme ovale, brillante avec un feu rouge d'un côté et un feu vert de l'autre. Au bout de quelques instants, l'objet part à grande vitesse. | D                |
| 1990  | 11 septembre             | à partir de 21 h 30 | Saint-Omer                | Observation durant plusieurs jours et durant plusieurs heures de formes ovoïdes avec des feux rouges et verts qui se déplacent lentement ou restent stationnaires. Cette observation a été faite par plusieurs témoins ainsi que par une patrouille de la Police Nationale. | D                |
| 1990  | 19 septembre             | vers 21 h 45        | Thann                     | Un couple et leurs enfants observent une forme ovoïde de couleur laiteuse au-dessus des arbres. Cette forme a effectué un mouvement giratoire durant une quinzaine de minutes avant de disparaître. Une enquête de voisinage a permis de trouver 4 autres témoins ayant vu des phénomènes similaires les 19, 20 et 21 septembre. | D                |
| 1990  | 26 octobre               | -                   | Châteaugiron              | Rentrant de son travail, un témoin au volant de sa voiture observe un objet triangulaire, gros comme un avion, changeant de direction et se déplaçant sans bruit. | D                |
| 1990  | 25 novembre              | -                   | Nort-sur-Erdre            | Une femme et ses trois enfants circulant en voiture sont « accompagnés » par deux puis trois formes allongées de couleur vert fluorescent. Ces formes évaluées à 4 ou 5 mètres se déplacent à environ 80 km par heure, à la même vitesse que la voiture. | D1               |
| 1993  | 25 décembre              | vers 0 h 30         | Roquemaure                | Un témoin en voiture sur l'autoroute observe deux formes circulaires d'un diamètre estimé de 1 mètre environ, de couleur rouge flamme au-dessus d'un canal à 4 et 6 mètres d'altitude environ. Les objets se sont ensuite séparés, l'un est parti à grande vitesse, mais le second a continué d'évoluer à vitesse réduite et le témoin a pu le suivre sur l'autoroute où il roulait à 140 km/h environ. L'objet étant plus rapide le témoin l'a perdu de vue. | D                |
| 1994  | 28 janvier               | 13 h 14             | Aérien                    | L'équipage d'un Airbus A320-11 d'Air France assurant la liaison Nice-Londres, observe un phénomène inexpliqué à ce jour. Survolant la région de Coulommiers, le chef stewart alors présent dans le poste de pilotage, signale au commandant de bord un phénomène sur la gauche de l'appareil qui lui fait penser à un ballon météorologique. Le commandant de bord et la copilote décrivent pour leur part l'observation d'un disque brun ou rouge sombre changeant de forme avant de disparaître subitement. Au même moment une piste radar non identifiée est enregistrée par le radar de Cinq-Mars-la-Pile. Cette trace, enregistrée pendant 50 secondes croise bien la trajectoire du vol AF3532 mais ne correspond à aucun plan de vol déposé et disparaît simultanément à la vue de l'équipage et des écrans radar. | D1               |
| 1995  | Entre le 25 et le 28 mai | vers 3 h 30         | Fontiès-d'Aude            | Un couple observe au-dessus de leur maison un gros objet sombre pouvant faire penser à un hélicoptère. Cet objet est stationnaire sans aucun bruit, ni fumée, ni trainée. Au bout de quelques minutes, après avoir éclairé cinq à six fois le sol avec des faisceaux lumineux, l'objet est parti à vitesse moyenne. Durant cette observation les chiens du témoin sont entrés se terrer dans la maison sans aboyer. Au bout d'une semaine environ, les chiens ont été pris de vomissements et de diarrhées. L'épouse du témoin a ressenti des troubles de santé alors que lui-même s'est senti très fatigué. Le témoin constate également une certaine dégénerescence de la végétation à l'endroit où elle a été éclairée par les projecteurs. Il signale également l'hospitalisation subite d'un voisin. Effrayé, il décide d'appeler la Sécurité Civile afin de savoir si un lien peut être établi entre le phénomène observé et les effets constatés sur lui-même, son épouse, son voisin, ses chiens et ses plantes. L'enquête, si elle ne permet pas d'identifier l'objet observé, ne permettra pas non plus d'établir le moindre lien entre l'observation de l'objet et les effets supposés. L'état de santé des témoins peut s'expliquer d'une part par le traitement suivi par l'épouse du témoin et d'autre part par les fortes chaleurs . L'hospitalisation du voisin n'est pas surprenante compte tenu de son âge.De nombreuses plantes situées ailleurs que dans la zone supposée être sous l'influence de l'objet montrent des signes semblables de dégénérescence. | D                |
| 1997  | 3 mai                    | vers 1 h 30         | La Meilleraye-de-Bretagne | Un couple rentrant de leur travail observe un point plus lumineux que les étoiles dans le ciel. Ce point s'approchait à vitesse élevée et les témoins ont pu observer une masse lumineuse importante et plutôt ronde qui est passée juste au-dessus du lotissement et a disparu vers le sud. Un bruit de déplacement d'air a été perçu au moment du passage du phénomène. La durée totale de l'observation est de l'ordre de 5 minutes. | D                |
| 1997  | 6 juin                   | vers 23 heures      | Lille                     | Un témoin dans son jardin observe une boule lumineuse statique d'une taille environ quatre fois inférieure à celle de la lune.Au bout de quelques minutes, une seconde boule est arrivée à très grande vitesse à côté de la première et l'ensemble est parti à grande vitesse vers le Nord. Le témoin a appelé son amie qui a pu observer le départ des deux boules. La gendarmerie a semble t-il reçu d'autres appels sur ce phénomène. | D                |
| 1997  | 4 juillet                | 4 h                 | Les Sables-d'Olonne       | Dans la nuit du 03 au 04 juillet à 4 heures, un témoin à la barre de son voilier observe une lueur intense qui descend rapidement pendant 2 à 3 secondes, se stabilise quelques instants avant de repartir très vite à l'horizontale pour disparaître en 2 ou 3 secondes environ. Le témoin appelle ses deux coéquipiers qui dormaient pour leur faire part de son observation lorsqu'ils sont témoins d'un second phénomène en forme de losange jaune ocre avec des lumières sur les sommets. L'objet se déplaçait très rapidement à la hauteur des nuages et a disparu au bout de 10 à 15 secondes. Les phénomènes observés n'ont pas été expliqués. | D                |

## Années 2000
| Année | Jour          | Heure                        | Commune                      | Résumé | Catégorie Geipan |
| ----- | ------------- | ---------------------------- | ---------------------------- | --- | ---------------- |
| 2000  | 21 juillet    | vers 23 h 30                 | Saint-Affrique               | Un homme et son fils en train d'observer le ciel remarquent soudain, et à l'œil nu, cinq lumières clignotantes. Les trajectoires de ces lumières sont courtes, certaines font demi tour avant de disparaître. L'un des témoins parvient à obtenir un cliché de ce phénomène. | C                |
| 2000  | 1er septembre | vers 5 h 30                  | Castanet-Tolosan             | Un homme aperçoit fugitivement une forme géométrique en points lumineux en forme de triangle. L’enquête de routine que mène le SEPRA auprès des autorités aériennes montre que le radar de l’aéroport confirme l'enregistrement de 3 pistes de trafic inconnu détectées à 5 h 40 dans le sud est Toulousain. L’enregistrement, qui n’est pas confirmé par les autorités militaires est confié aux spécialistes radar de la DGAC pour expertise. Le résultat de l’expertise est formel : ces pistes ne sont pas significatives. Elles proviennent en fait d’une réponse parasite provoquée par un avion circulant au-delà de la portée effective du radar.                                                                         | C                |
| 2001  | 27 septembre  | 2 h 14 du matin              | Saint-Laurent-de-la-Salanque | Un témoin observe durant 7 à 10 secondes le passage rapide d'un grand objet de forme triangulaire. Cet objet, qui semble beaucoup plus grand qu'un avion, se déplace sans bruit et très rapidement, environ 2 à 3 fois plus vite qu'un avion à une altitude estimée de 600 à 700 mètres. La forme triangulaire était sombre, avec une lumière phosphorescente à chaque extrémité. | D                |
| 2002  | 20 octobre    | 18 h 40                      | Annecy                       | Deux témoins observent un groupe de 7 objets sombres animés d'un mouvement rotatif les uns par rapport aux autres. L'ensemble se déplace à faible vitesse et sans bruit. Le phénomène est observé pendant une dizaine de minutes. | D                |
| 2002  | 1er novembre  | vers 22 h                    | Grenade-sur-l'Adour          | Un témoin observe une boule couleur feu possédant plusieurs feux clignotants. Cette boule a fait plusieurs va et vient. Le phénomène a disparu au bout de 30 secondes environ. Cette observation semble également avoir été faite par des pilotes. | D                |
| 2002  | 9 décembre    | -                            | Gravelines                   | Un instructeur pilote privé avec deux élèves pilotes ont vu lors du décollage de leur avion, un gros phare qui se dirigeait vers eux puis qui s'est éteint laissant apparaître une forme sphérique qui a brusquement changé de direction. La tour de contrôle n'a rien détecté, pas plus que les radars. | D                |
| 2003  | 11 janvier    | 18 h 15                      | Corte                        | Deux témoins en voiture observent une forme circulaire de couleur vert émeraude. La forme est restée stationnaire quelques secondes et a disparu très brutalement. | D                |
| 2003  | 5 février     | vers 18 h 50                 | Mantes-la-Jolie              | Un témoin observe un grand objet triangulaire, avec 9 anneaux de couleur orangée. La forme émet un léger bruit d'avion, le temps est nuageux. Après être resté stationnaire quelques secondes, le phénomène a viré de 45 degrés partant en trajectoire ascendante et il a disparu. | D                |
| 2004  | 2 et 3 mai    | vers 23 h 30 et vers 20 h 30 | Dijon                        | Un témoin et son fils, attirés par le bêlement des moutons, observent plusieurs boules en mouvement dans le ciel. Ces boules jaunes et vertes sont environ dix fois plus grandes qu'une étoile : elles s'éloignent puis se rapprochent rapidement. Le phénomène est silencieux et la brillance des boules est telle qu'il est difficile de les regarder à la jumelle. | D                |
| 2004  | 15 octobre    | -                            | aérien                       | Le leader d'une patrouille de Mirage IV est alerté par un de ses coéquipiers qui signale être « suivi » par un aéronef dans les 5 heures. Le leader acquiert également le visuel du point qui disparaît au bout de 15 à 20 secondes. | D                |
| 2007  | 1er octobre   | 7 h 40                       | Lille                        | Un automobiliste sur l'A27, à 5,5 km de la frontière belge observe vers l'avant de son véhicule, à 1 à 2 km, un ovni de couleur gris foncé, formé de 2 ailes delta et d'une envergure supérieure à 100 mètres. Des lumières blanches sont disposées sur la tranche arrière des ailes. Il continue à rouler 1 à 2 km, puis se gare sur la bande d'arrêt d'urgence à environ 400 mètres de l'objet. Ce dernier semble stationné au-dessus d'un champ à une centaine de mètres de hauteur. Au bout d'une dizaine de secondes, l'objet s'incline puis s'éloigne au loin à une vitesse de 30 à 40 km/h. | A                |
| 2008  | 20 octobre    | vers 6 h du matin            | Palau-del-Vidre              | Deux témoins, embarquent à bord de leur véhicule utilitaire et entament leur tournée. Ils remarquent, dans un premier temps, un phénomène très lumineux comme une étoile, puis dans un second temps, ils aperçoivent au-dessus des maisons du village qu'ils traversent un énorme triangle noir avec une lumière rouge au milieu. | D1               |
| 2008  | 8 juillet     | 21 h 25                      | Barret-de-Lioure             | Depuis le sommet de la montagne de Bergiès, des témoins sont intrigués par un point lumineux de forte magnitude qui apparait et disparait plusieurs fois dans le ciel. Les témoins le localisent à l'aide du chercheur d'une lunette astronomique. Chacun leur tour ils regarderont dans ce chercheur et décrivent un objet ovoïde d'une couleur gris acier, se déplaçant lentement (avec un mouvement pendulaire pour un des deux témoins). | D1               |
| 2009  | 20 juillet    | vers midi                    | Vireux-Wallerand             | Une personne occupée à jardiner constate soudain la présence d'un objet brillant oblong, en forme de cigare. L'objet est silencieux et reste stationnaire au-dessus des maisons de son quartier. L'avant de l'objet est dirigé vers le nord-est. L'observation durera une dizaine de minutes puis le témoin effrayé rentrera chez lui. | C                |
| 2009  | 26 juillet    | vers 22 h 20                 | Rixheim                      | Un témoin installé sur sa terrasse observe le ciel étoilé. Il suit durant 7 à 8 secondes le déplacement linéaire sud-nord d'un point lumineux blanc à une élévation de 25° à 35°qu'il assimile au déplacement d'un satellite. Quittant une à deux secondes ce point lumineux du regard, le témoin est étonné de ne plus l'apercevoir sur sa trajectoire. Cependant, il retrouve un point lumineux amorçant un virage vers l'Ouest d'une durée de 2 à 3 secondes (en direction de l'aérodrome d'Habsheim). Ce point lumineux prend ensuite une trajectoire linéaire à grande vitesse passant à la verticale du témoin. Aucun bruit particulier ne sera entendu durant l'observation de 10 à 12 secondes et qui s'achève à 23 h 48. | D1               |
| 2009  | 15 août       | vers 13 h 15                 | Angoulême                    | Un témoin rapporte une observation depuis le jardin de son domicile. Il a vu passer dans le ciel et selon une trajectoire rectiligne, une forme ovoïde de couleur marron mat. Le phénomène se déplaçait d'Est en Ouest en direction de Cognac. Aucun bruit n'a été entendu durant l'observation. | D1               |

## Années 2010
| Année | Jour        | Heure                 | Commune                            | Résumé | Catégorie Geipan |
| ----- | ----------- | --------------------- | ---------------------------------- | --- | ---------------- |
| 2010  | 4 janvier   | vers 19 h 45          | Taverny                            | Un témoin en promenade est intrigué par le déplacement est-ouest d'une grande forme triangulaire sombre avec des cercles lumineux de faible intensité et de couleur jaune-orangé à chaque extrémité. La vitesse est constante et aucun bruit particulier n'est entendu durant les 10 à 15 secondes d'observation. | D1               |
| 2010  | 21 novembre | vers 17 h 55          | Mans                               | Une personne ouvrant la fenêtre de sa cuisine au 9e étage de son appartement est intriguée par la présence inhabituelle d'un phénomène lumineux en direction de l'est. Dans le ciel nuageux, le témoin constate le déplacement de trois lumières (une rouge et deux bleues) disposées en triangle et qui se rapprochent rapidement de son bâtiment. Le témoin observe alors une forme plus sombre triangulaire délimitée par ces lumières et entend un froissement de l'air. | D1               |
| 2011  | 15 février  | -                     | Autoroute A62 d'Agen vers Bordeaux | Une automobiliste observe un objet qu'elle ne reconnaît pas. Elle décrit un objet statique, de forme triangulaire aux trois angles arrondis, plutôt plat et de couleur verdâtre (entre le gis et le vert). Continuant sa route, l'observation durera quelques secondes. | D1               |
| 2011  | 17 avril    | vers 20 h 30          | Ledringhem                         | Un témoin entend un bruit sourd de turbine venant du ciel et aperçoit dans les airs un objet circulant à grande vitesse et passant au ras de la faitière de la toiture de son domicile dans une trajectoire rectiligne. L'objet décrit est de forme cylindrique d'une longueur de 80 cm et de 20 à 30 cm de largeur. Sa couleur est noire et aucune odeur et lumière ne sont remarquées. | D1               |
| 2011  | 24 août     | vers 3 h 32           | Toulouse                           | Un témoin observe depuis son domicile le passage silencieux d'un engin volant. La forme triangulaire et l'éclairage sous l'engin surprenne le témoin. Le phénomène sera rapidement caché par le paysage urbain. | D1               |
| 2011  | 26 octobre  | entre 21 h 30 et 23 h | Lamnay                             | Un témoin aperçoit au-dessus des arbres, à environ 200 m de distance de sa maison et dans le ciel dégagé, plusieurs lumières de couleur bleu, rose et jaune dans un unique nuage épais. Ces lumières s'allument puis s'éteignent. Elle réveillera son ami qui verra également le phénomène mais retournera rapidement se coucher. Le témoin observera le phénomène plusieurs fois durant plus d'une heure par diverses fenêtres de la maison. Aucun bruit particulier ne sera entendu. Finalement le témoin effrayé ira se coucher.                                                                                                | D1               |
| 2011  | 27 novembre | 18 h 50               | Saint-Gatien-des-Bois              | Une automobiliste et ses enfants sont intrigués par la présence d’un phénomène lumineux stationnaire au-dessus de l’église du village. Les 4 témoins de la même famille ont observé et décrivent le même ovni et les témoignages concordent. Leur témoignage est renforcé par un cinquième témoin, un jeune garçon de 10 ans qui a également observé l'ovni, ce qui fait de ce cas un cas très consistant « dont la réalité du phénomène ne fait aucun doute ». | D1               |
| 2012  | 4 avril     | 20 h 15               | Saint-Lô                           | Un témoin est intrigué par les évolutions dans le ciel de deux points lumineux jaunes ou blancs qui traversent le ciel de l'Est vers le Nord à une vitesse importante. Le premier point a une trajectoire rectiligne et uniforme mais c’est le second qui captive l’attention du témoin, car il évolue sans cesse autour du premier, décrivant des ellipses, des bifurcations brusques en angle aigu, allant au contact puis reprenant sa position en arrière de façon très rapide. L’observation se termine au bout d’une quinzaine de secondes, alors que les deux points lumineux disparaissent à travers ou derrière un nuage. | D1               |
| 2012  | 21 mai      | 22 h 12               | Choisy-le-Roi                      | Un automobiliste remarque, dans le ciel couvert le passage N-S d'un phénomène lumineux qui l'intrigue. Lors d'un arrêt à un feu rouge il remarque une forme cylindrique « ressemblant à une icône dont la pointe est vers le sol ». Sortant de son véhicule il constate que l'objet est stationnaire et qu'une puissante lumière sort de petits hublots. | D1               |
| 2012  | 17 juin     | 4 h du matin          | Lambersart                         | Un témoin sur sa terrasse observe durant 15 secondes le passage silencieux de 10 à 15 sphères transparentes qui volent dans le ciel dégagé. L'ensemble s'éloigne rapidement vers le Nord en direction d'une formation nuageuse dans laquelle tout disparait. | D1               |
| 2012  | 29 juin     | vers 6 h 06           | Maffliers                          | Un promeneur, alerté par son chien, est intrigué par la présence d’un objet lumineux blanc, stationnaire à basse altitude au-dessus d'un champ en lisière de forêt. L'observation qui dure moins de vingt secondes, permet cependant au témoin de déclarer que l'objet avait de grandes dimensions, une forme plate en dessous et concave au-dessus. Alors qu'il se met à pleuvoir, l'objet s'élève un peu, s'incline et part à grande vitesse en direction du ciel nuageux. Aucun bruit particulier, aucune fumée ne sont constatés durant l'observation par le témoin apeuré.                                                    | D1               |
| 2012  | 26 juillet  | 22h 20                | Montchaboud                        | Un témoin sur son balcon est intrigué par le passage rapide et silencieux d'une boule peu lumineuse et vaporeuse dans le ciel dégagé. Lors du déplacement sud-nord de l'objet, le témoin constate des points lumineux en dessous de l'objet ainsi que plusieurs petits jets de trainée à l'arrière. L'observation a duré 6 secondes avant que l'objet ne soit caché par le toit de la maison. | D1               |
| 2012  | 8 août      | 2 2h 20               | Volx                               | Un témoin allongé sur une terrasse regarde le ciel étoilé lorsqu'il suit durant 5 secondes le déplacement rectiligne d'un objet qu'il ne reconnait pas. Ce dernier a la forme d'une « navette de tisserand » de couleur brun-vert, aux bords diffus. | D1               |
| 2013  | 29 mai      | 23 h 45               | Ménil-Hubert-sur-Orne              | Un automobiliste observe à plusieurs dizaines de mètres du sol la présence d'un phénomène noir en forme de galet avec deux lumières rouges à l'avant et à l'arrière. Le phénomène se déplace vers le N-O et disparait derrière une haie. Un bruit de bourdonnement aigu est entendu durant la minute de l'observation. | D                |
| 2014  | 28 janvier  | vers 22 h 15          | They-sous-Montfort                 | Un témoin à l'extérieur observe durant 2 à 3 minutes le déplacement d'un ovni lumineux en forme de halo puis de boule très lumineuse rouge avec une petite queue bleue. La trajectoire est complexe. | D1               |
| 2014  | 1er juin    | dans la nuit          | Étrelles                           | Les témoins, en voiture de service, observent rapidement dans le ciel une masse sombre, munie de deux lumières de petite taille, éclairant faiblement. La masse se déplace soudain à une vitesse vertigineuse et disparaît. | D1               |
| 2014  | 28 août     | 5 h du matin          | Zonza                              | Un témoin observe durant 10 minutes entre deux bosquets le déplacement silencieux d'une masse circulaire sombre avec de la lumière en son centre et précédée et suivie de plusieurs rangées de groupes de masses sombres plus petites. | D1               |
| 2014  | 15 octobre  | vers 23 h 45          | Vescheim, Vilsberg                 | Une automobiliste sur la commune de Vescheim est intriguée par la présence dans le ciel d'un phénomène lumineux avec des couleurs fixes. Cet objet se rapproche très rapidement et silencieusement du témoin et l'effraye. Rentrée chez elle, elle signale son observation à ses proches et sur un réseau social. Une deuxième automobiliste rapporte que circulant sur la commune de Vilsberg elle a observé la présence dans le ciel de lumières continues et d'une forme circulaire qui l'a intriguée. Rapportant les faits à son entourage et sur le même réseau social, les deux automobilistes entreront en contact.         | D1               |
| 2015  | 12 janvier  | 7 h du matin          | Saint-Zacharie                     | Un témoin est intrigué par une lumière diffuse qu'il voit à travers une porte vitrée de son domicile. Sortant sur sa terrasse il se retrouve à quelques mètres d'un ovni venant sans bruit dans sa direction. Une lumière blanche non aveuglante est disposée à l'avant de ce dernier. L'ovni circule à allure lente entre les mobil-homes rapprochés. | D1               |
| 2015  | 23 octobre  | Fin d'après-midi      | Montayral                          | Un témoin se rend à l’aérodrome de Fumel en voiture. Il longe les hangars, et gare son véhicule sur un petit espace près des balises de géomètre. Il ouvre la portière, fait sortir son chien et quand il se retourne, il aperçoit « une tache noire dans un brouillard noir » dans le ciel. L'ovni lui apparaît avec une « sorte d'anse » en forme d'arc de cercle en bas à gauche et « haut et loin » : il reste parfaitement immobile, et ne produit aucun bruit. | D1               |